# Rahul Chiplunkar
Rahul Chiplunkar (* 12. Juni 1999) ist ein Schweizer Unihockeyspieler, der beim Nationalliga-A-Verein UHC Waldkirch-St. Gallen unter Vertrag steht.

## Sportliche Laufbahn
Chiplunkar begann das Unihockeyspielen beim UHC United Toggenburg. Ab 2016 spielte er in der Juniorenmannschaft des UHC Waldkirch-St. Gallen. Seit 2020 gehört er als Stürmer (Linker Flügel) dem NLA-Kader des Vereins an.  

## Privat
Rahul ist der Bruder von Rohit Chiplunkar, der ebenfalls beim UHC Waldkirch-St. Gallen unter Vertrag steht.